# Esteban Sachetti
Esteban Sachetti (San Miguel de Tucumán, Tucumán, Argentina, 21 de noviembre de 1985) es un futbolista argentino. Juega como mediocampista y milita en Coria C. F. de la Tercera Federación.

## Clubes
| Club                  | País   | Año       |
| --------------------- | ------ | --------- |
| Sevilla F. C. "C"     | España | 2007-2009 |
| Sevilla Atlético Club | España | 2009-2010 |
| San Fernando C. D.    | España | 2010-2011 |
| Doxa Katokopias       | Chipre | 2011-2012 |
| AEL Limassol F. C.    | Chipre | 2012-2015 |
| Apollon Limassol      | Chipre | 2015-2021 |
| Alki Oroklini         | Chipre | 2021-2022 |
| Coria C. F.           | España | 2023-     |